# Rivière Millette
Rivière Millette är ett vattendrag i Kanada.   Det ligger i provinsen Québec, i den sydöstra delen av landet, 260 km öster om huvudstaden Ottawa.
Trakten runt Rivière Millette består till största delen av jordbruksmark. Runt Rivière Millette är det ganska tätbefolkat, med 56 invånare per kvadratkilometer.